# Brieuc Rolland
Brieuc Rolland (* 13. August 2003 in Rennes) ist ein französischer Radrennfahrer.

## Sportlicher Werdegang
Nach einem Jahr beim französischen Verein Vendée U wurde Rolland 2023 Mitglied in der Equipe continentale Groupama-FDJ. Mit dem Team kam er 2013 und 2014 mehrfach unter die Top 10 verschiedener Rundfahrten. Seinen ersten Sieg bei einem internationalen Rennen erzielte er 2024 mit der U23-Nationalmannschaft beim Course de la Paix Grand Prix Jeseníky, als er die Bergankunft der dritten Etappe gewann und damit den Grundstein für den Gewinn der Gesamtwertung legte. Sein Talent stellte er zum Saisonende durch den Gewinn von Il Piccolo Lombardia erneut unter Beweis.
Zur Saison 2025 wurde Rolland in das UCI WorldTeam von Groupama-FDJ übernommen.

## Erfolge
2021
- eine Etappe Giro della Lunigiana

2024
- Gesamtwertung und eine Etappe Course de la Paix Grand Prix Jeseníky
- Il Piccolo Lombardia